# Hemicordulia australiae
Hemicordulia australiae е вид водно конче от семейство Corduliidae. Видът не е застрашен от изчезване.

## Разпространение
Разпространен е в Австралия (Австралийска столична територия, Виктория, Западна Австралия, Куинсланд, Лорд Хау, Нов Южен Уелс, Тасмания и Южна Австралия), Индонезия (Бали и Малки Зондски острови), Нова Зеландия (Кермадек, Северен остров и Южен остров) и Остров Норфолк.

## Описание
Популацията на вида е стабилна.